# Árvíz

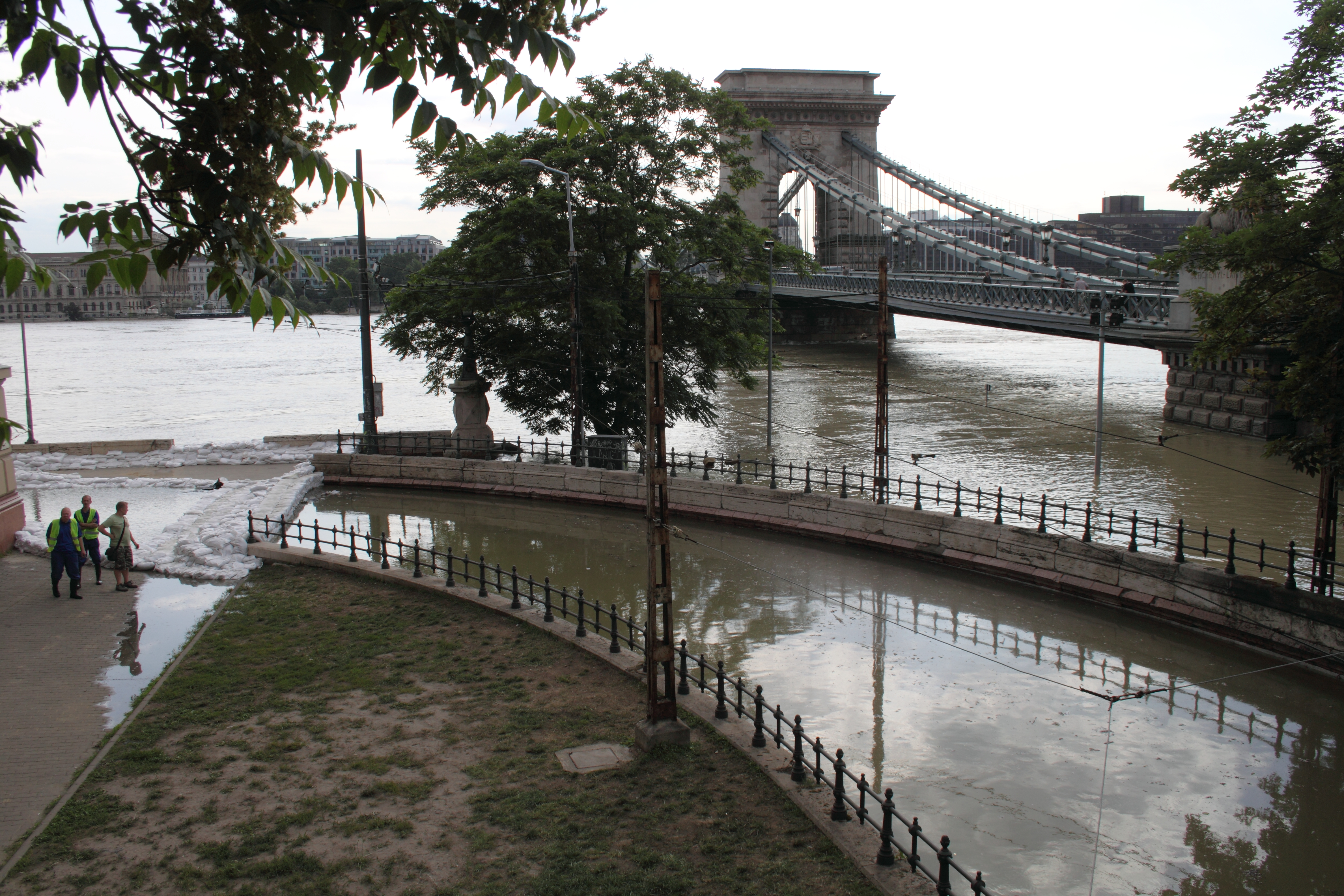
Árvíz Budapestnél 2013-ban

Az árvíz (régiessé vált szóval vízözön) egy folyóvíz vagy vízfolyás középvízimedrének partélét meghaladó, illetve a középvízi mederből kilépő víz. Köznapi szóhasználatban az árvíz a víz szintjének olyan mértékű emelkedése, amikor az a medréből kilép. Fontos megkülönböztetni az áradástól, amikor a vízszint ugyan megemelkedik, de a mederből nem lép ki a víz. Az árvíz nem jelent feltétlenül katasztrófahelyzetet.

## Csoportosítása a víz forrása szerint
Az árvizek három nagy csoportja, a jégtorlódásból adódó jeges árvíz (ilyen volt például az 1838-as pesti ár), az egyszerre olvadó hótömegből keletkező tavaszi árvíz (ez okozott a Duna felső szakaszán 150 éve nem látott vízszintet 2006 márciusában), illetve a nagy tavaszi vagy nyári esőzésekből keletkező zöldár.

## Nevezetes árvizek

### Magyarországon
- 1838: a Duna Pest-Budánál
- 1876: a Duna Budán
- 1879: a Tisza Szegeden
- 1965-ös dunai árvíz
- 1970: a Tiszán
- 2000: a Tiszán[2]
- 2006: a Dunán és a Tiszán[3]
- 2013: a Duna Budapestnél
- 2024: a Duna Budapestnél

### Külföldön
- 1966, 2000, 2019: Velence (Olaszország)
- 2002, 2024: az Elbán (2002-ben Drezdában az árvízi védekezés gyakorlatilag összeomlott, míg 2024-ben a Carola-híd leszakadása is nehezítette a védekezést)

## Az árvízjelzés
Az árvízjelzés lényege az árvíz magasságának és bekövetkezési idejének kiszámítása. A folyó felső szakaszán és a mellékfolyókon leolvasott, meg a középső és alsó szakaszon beálló mérceállás között bizonyos, ha nem is állandó, de többé-kevésbé határozott törvényeknek hódoló viszony van, így, amennyiben ezeket a törvényeket ismerjük, a felsőbb fekvésű helyek mérceállásaiból következtethetünk az alsóbb helyeken bekövetkező vízmagasságokra. 

## Villámárvíz
Rövid ideig tartó, de igen heves esők által kiváltott árvíz, amely során a vízfolyás kisvízi vízhozama órákon belül akár több százszorosára is duzzadhat.  Jellemzően hegy- és dombvidékek kisebb vízfolyásain alakul ki,  a csapadékterhelés – tekintve a sokkal kisebb vízgyűjtőket – általában a teljes vízgyűjtőn jelentkezik. Időintervalluma általában fél órától 6 óráig terjed, de több árhulláma is lehet. A második árhullám a telített talaj miatt már kevesebb esővel is magasabb lehet az elsőnél. A villámárvizek sokszor nagy erózióval járnak együtt, amelynek során az egyik helyről értékes termőtalaj tűnik el, míg a völgyfenéki területeken a hordalékbeborítás okoz gondokat. A hordalék a vízelvezetők áteresztő képességét is csökkenti, tovább fokozva ezzel a károkat.  Gyors lefolyása miatt nagyon nehéz a villámárvíz ellen védekezni, ezért a felkészülés szerepe nagyon fontos. A megelőzéshez a vízgyűjtő komplex és a helyi adottságokra szabott rendezése szükséges, melynek eleme lehet például az erdősávok kialakítása, vízmosáskötések, záportározók létesítése. A villámárvízek nem új keletű jelenségek, de a szélsőségesebbre forduló időjárás és az emberek által kedvezőtlenül átalakított táj miatt a gyakoriságuk és intenzitásuk növekszik.

## Képgaléria

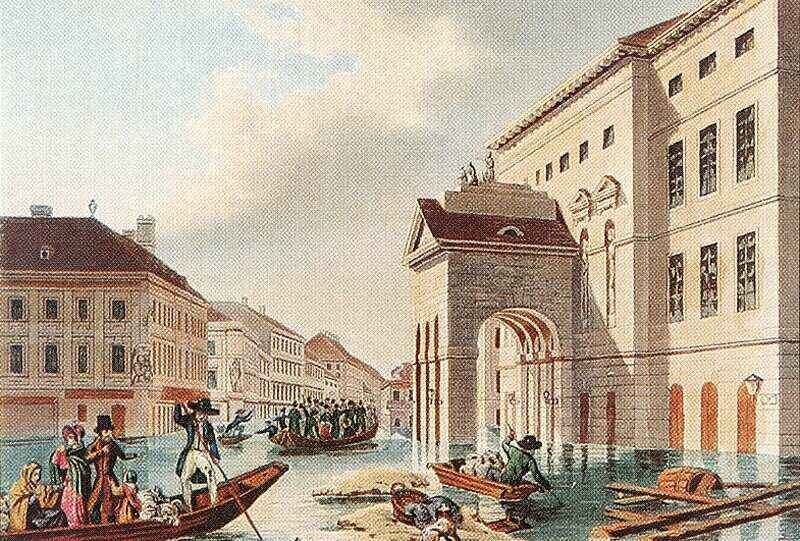
Az 1838-as pesti árvíz (Magyarország)
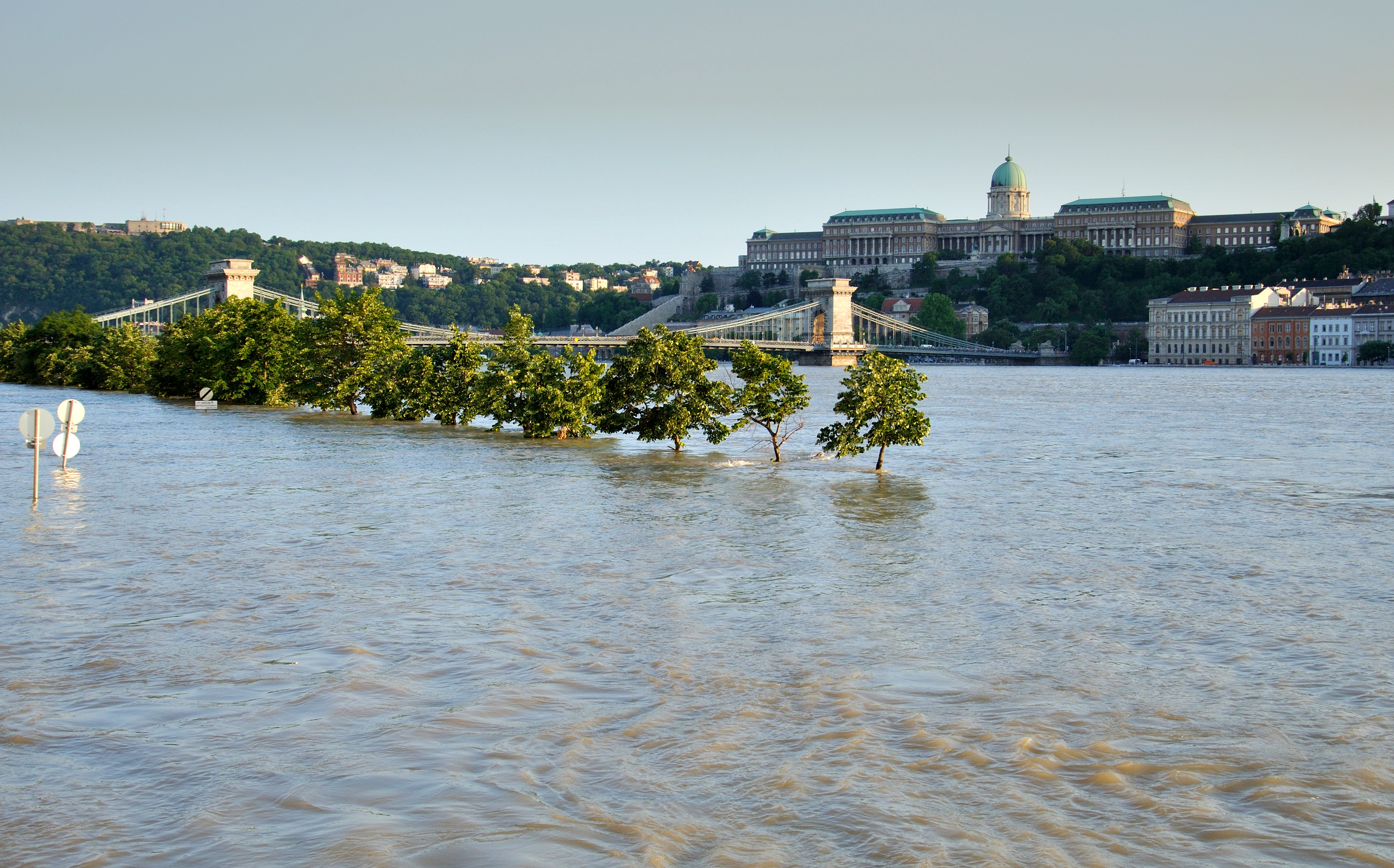
A 2013-as árvíz a Lánchídnál Budapesten, 2013. június 9.
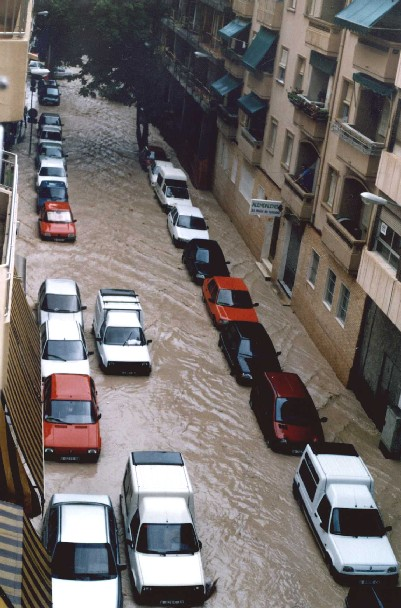
Árvíz Alicanteban (Spanyolország), 1997
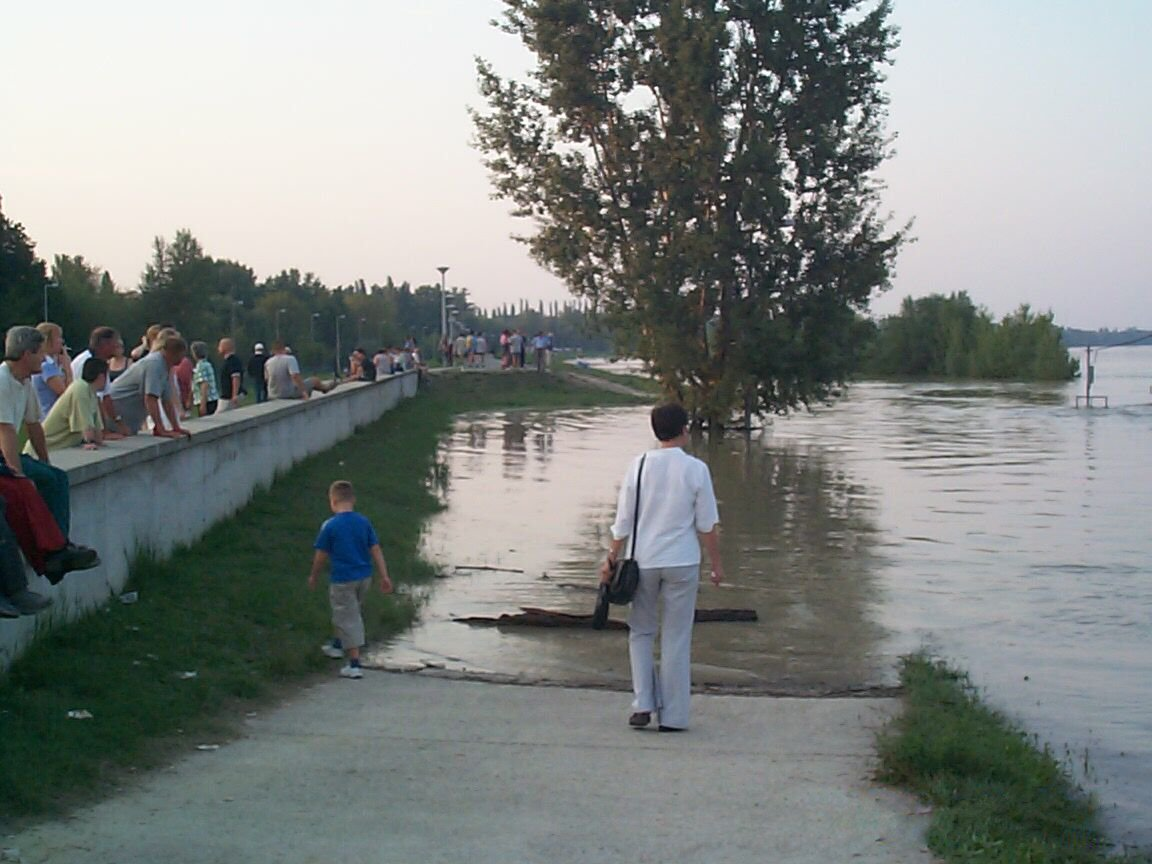
Árvíz a békásmegyeri hajóállomásnál, 2002
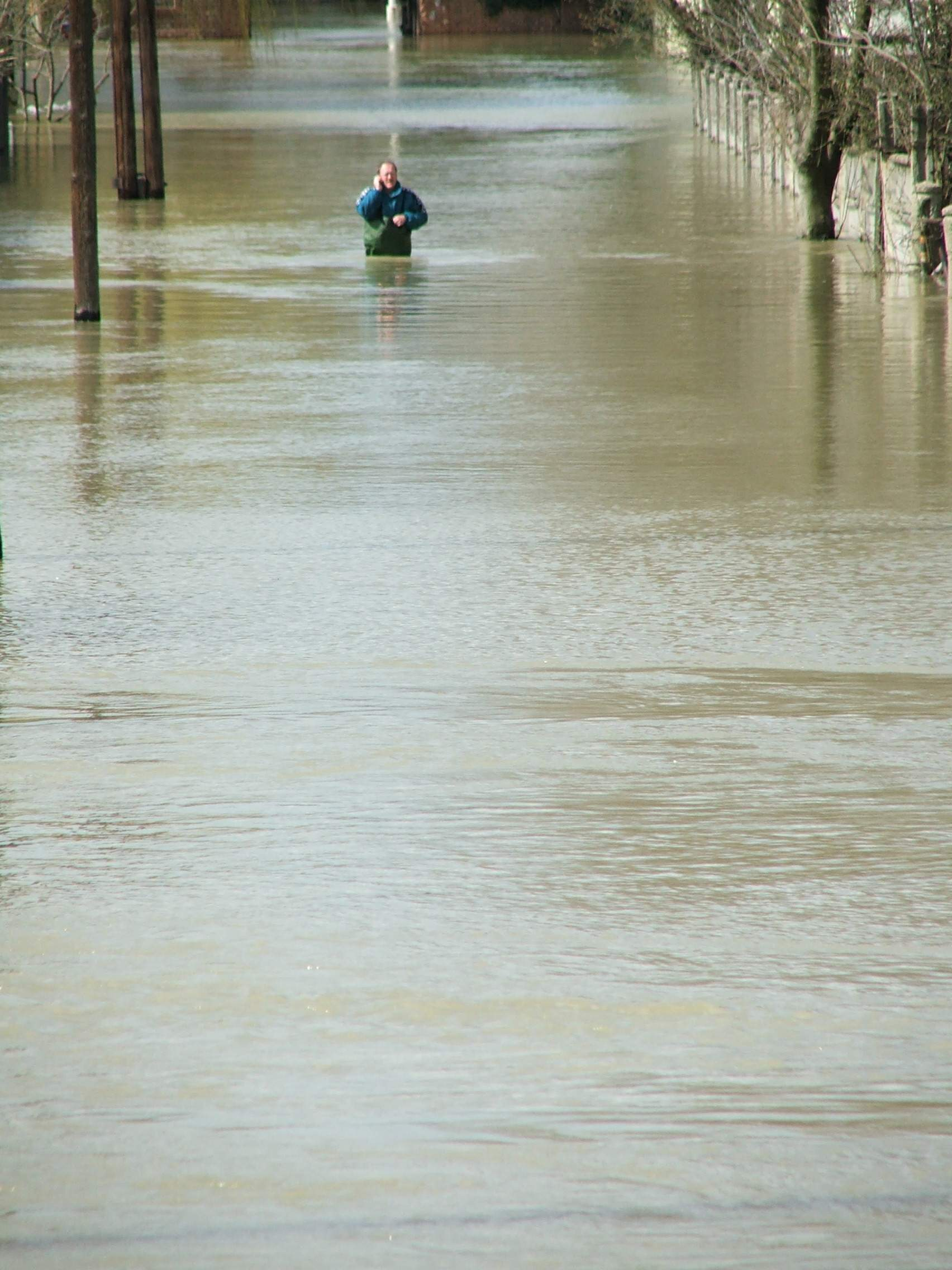
Árvíz az esztergomi szigeten, 2006 áprilisában
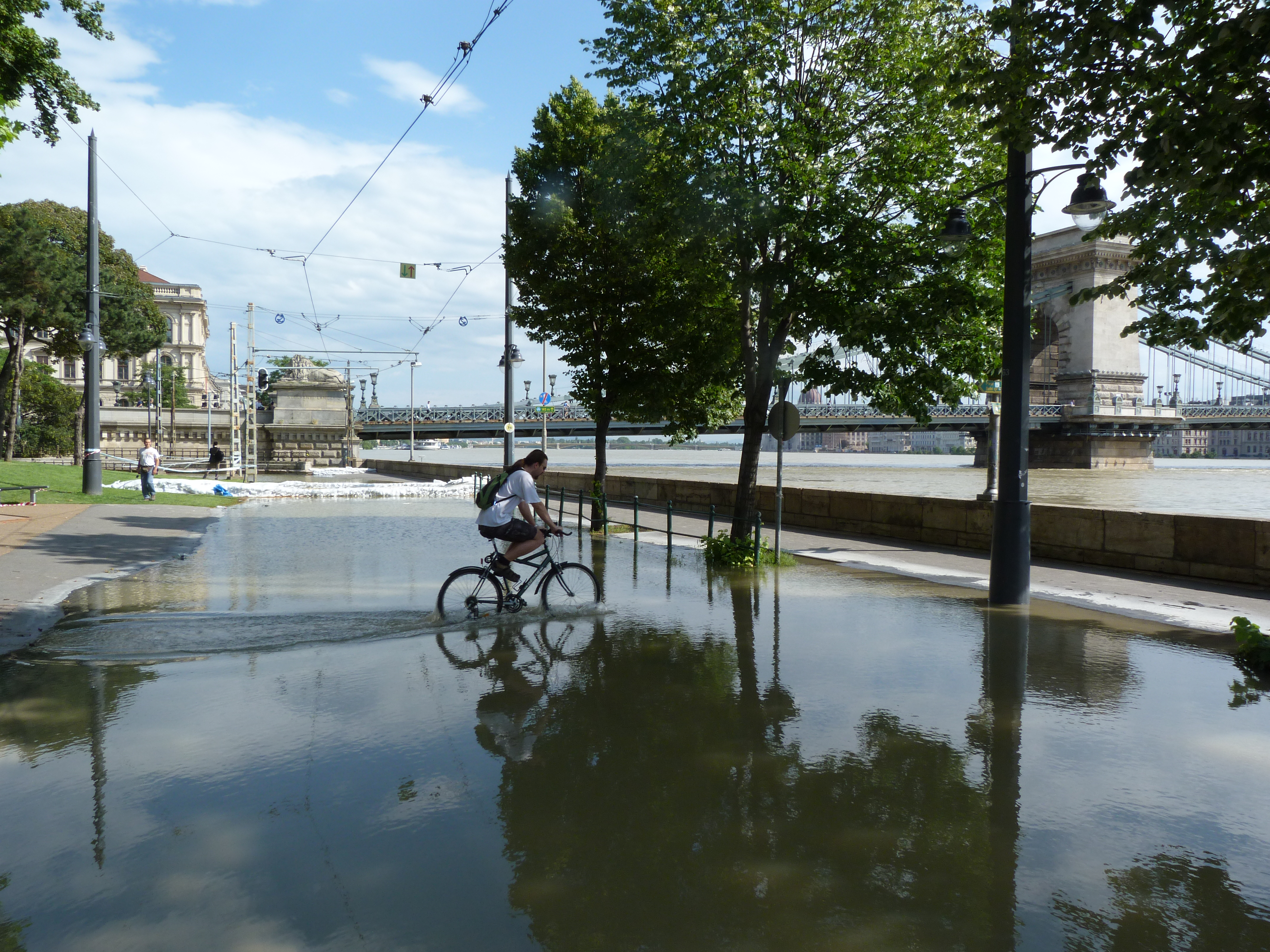
A Duna tetőzik Budapestnél 2013-ban
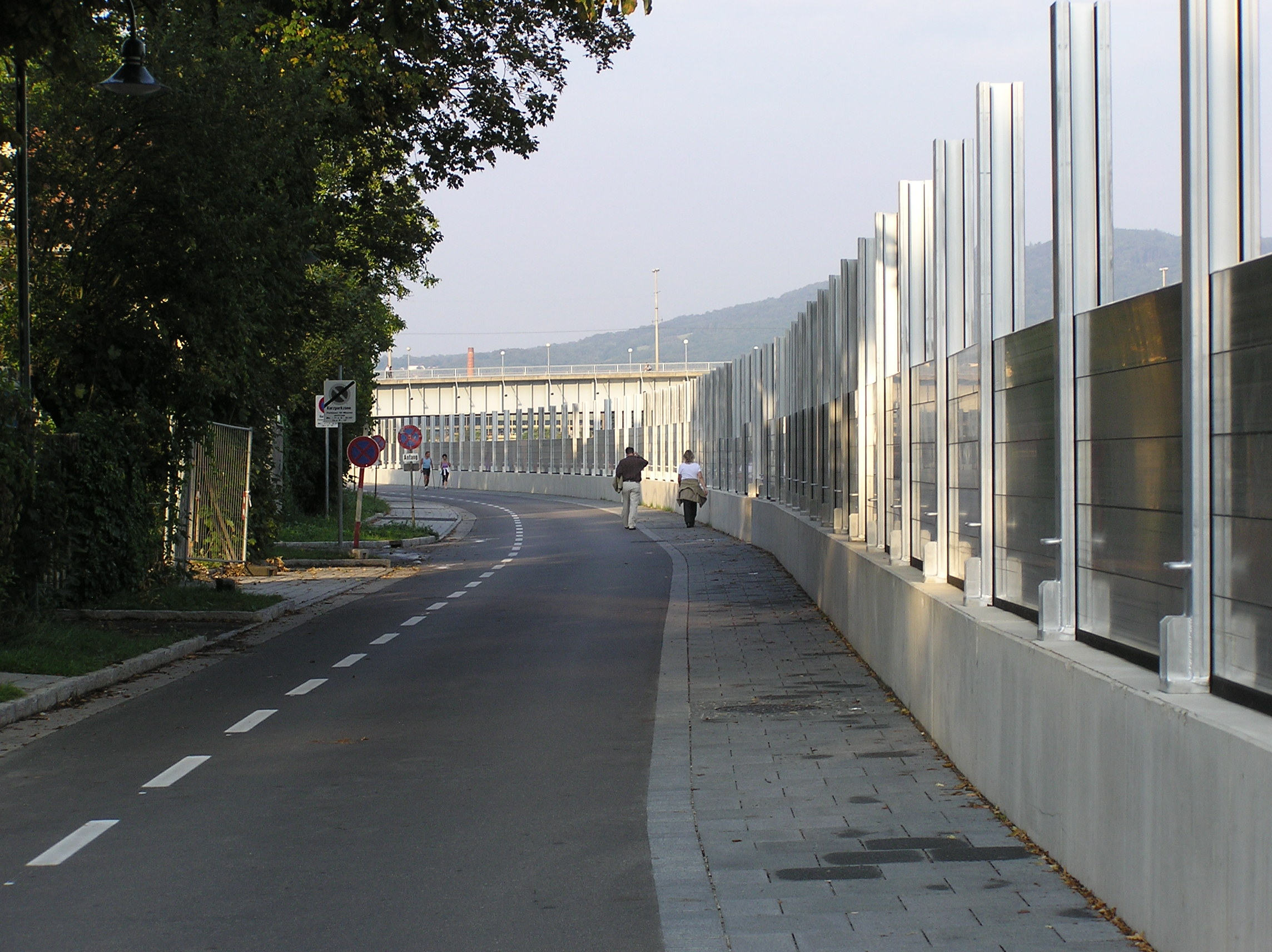
Árvízvédelem mobilgáttal Ausztriában